# Первый министр Уэльса
Первый министр Уэльса (валл. Prif Weinidog Cymru) является главой правительства Уэльса и отвечает за работу кабинета министров и состав администрации Уэльса, внутреннюю политику, отношения с другими субъектами Великобритании, представляет Уэльс за рубежом. Должность учреждена 12 мая 1999 года.
Официальная резиденция первого министра Уэльса находится в Тай Хивел, ранее известном, как Крикхоуэлл Хауз, и в здании Сенедда (Парламента) в Кардифф-Бей. Также резиденцией служит Краун Билдингс, в Катейс Парке.

## История
Законом о Правительстве Уэльса от 1998 года было предусмотрено введение должности главы местной администрации с названием «Первый секретарь Уэльса» (англ. First Secretary for Wales, валл. Prif Ysgrifennydd Cymru) вместо «Первый министр». Это мотивировалось тем, что Уэльс, в отличие от Шотландии и Северной Ирландии, получил меньшую автономию в законодательной и исполнительной сферах. Другой причиной называлось стремление избежать путаницы в реестре государственных должностей, так как с валлийского «Первый министр» (валл. Prif Weinidog, англ. First Minister) переводится на английский как премьер-министр (англ. Prime Minister), то есть так же, как и должность главы правительства Великобритании.
Изменение названия произошло в октябре 2000 года после того, как либерал-демократы и лейбористы в Национальной ассамблее Уэльса сформировали коалиционное правительство. Законом о Правительстве Уэльса от 2006 года должность получила официальное название Первого министра Уэльса и первый министр был назначен хранителем Валлийской печати.

## Обязанности
Согласно закону о Правительстве Уэльса от 1998 года исполнительная власть в регионе закреплена за Национальной ассамблеей Уэльса, которая делегирует её Первому министру и другим членам кабинета министров по мере необходимости.
До вступления в силу закона о Правительстве Уэльса от 2006 года — 25 мая 2007 года, эти полномочия делегировались правительству Великобритании.
Первый министр Уэльса назначается монархом Великобритании по представлению его кандидатуры Национальной ассамблеей Уэльса и является представителем короны в Уэльсе. С согласия монарха Великобритании Первый министр назначает министров, заместителей министров и генерального советника, которые все вместе образуют правительство Уэльса.
После разделения между законодательной и исполнительной ветвями властей по закону о Правительстве Уэльса от 2006 года, министры в правительстве Уэльса получили право осуществлять исполнительную власть в рамках своих ведомств.
Первый министр Уэльса несёт ответственность за:
- работу кабинета министров;
- внутреннюю политику;
- отношения с другими субъектами Великобритании, Европейским Союзом и представляет Уэльс за рубежом;
- состав местной администрации.

## Список Первых секретарей и Первых министров

### Первые секретари Уэльса
| No | Фотография | Имя (Годы жизни) Округ                      | Срок полномочий | Срок полномочий | Партийность | Избран | Кабинет министров                                                                | Заместитель                         |
| -- | ---------- | ------------------------------------------- | --------------- | --------------- | ----------- | ------ | -------------------------------------------------------------------------------- | ----------------------------------- |
| 1  |            | Алан Майкл (1943-) Средний и Западный Уэльс | 12 мая 1999     | 9 февраля 2000  | лейборист   | 1999   | Майкла лейбористы (правительство меньшинства)                                    | нет                                 |
| 2  |            | Родри Морган (1939—2017) Западный Кардифф   | 9 февраля 2000  | 16 октября 2000 | лейборист   | —      | Моргана (первый) лейбористы — либеральные демократы (коалиционное правительство) | Майк Джерман (либеральный демократ) |

16 октября 2000 года должность Первого секретаря Уэльса была переименована в должность Первого министра Уэльса.

### Первые министры Уэльса
| No | Фотография | Имя (Годы жизни) Округ                             | Срок полномочий | Срок полномочий     | Партийность | Избран                                                                     | Кабинет министров                                                                | Заместитель |
| -- | ---------- | -------------------------------------------------- | --------------- | ------------------- | ----------- | -------------------------------------------------------------------------- | -------------------------------------------------------------------------------- | --- |
| 2  |            | Родри Морган (1939—2017) Западный Кардифф          | 16 октября 2000 | 9 декабря 2009 года | лейборист   | —                                                                          | Моргана (первый) лейбористы — либеральные демократы (коалиционное правительство) | Майк Джерман (либеральный демократ) 2000-2001 Дженни Рандерсон (либеральный демократ) 2001-2002 Майк Джерман (либеральный демократ) 2002-2003 |
| 2  | 2003       | Родри Морган (1939—2017) Западный Кардифф          | 16 октября 2000 | 9 декабря 2009 года | лейборист   | Моргана (второй) лейбористы (правительство меньшинства)                    | нет                                                                              | нет |
| 2  | 2007       | Родри Морган (1939—2017) Западный Кардифф          | 16 октября 2000 | 9 декабря 2009 года | лейборист   | Моргана (третий) лейбористы (правительство меньшинства)                    | нет                                                                              | нет |
| 2  | —          | Родри Морган (1939—2017) Западный Кардифф          | 16 октября 2000 | 9 декабря 2009 года | лейборист   | Моргана (четвертый) лейбористы — националисты (коалиционное правительство) | Йен Уин Джонс (националист)                                                      | |
| 3  |            | Каруин Джонс (род. 1967) Бридженд                  | 9 декабря 2009  | 12 декабря 2018     | лейборист   | —                                                                          | Йен Уин Джонс (националист)                                                      | Джонса (первый) лейбористы — националисты (коалиционное правительство)                                                                        |
| 3  | 2011       | Каруин Джонс (род. 1967) Бридженд                  | 9 декабря 2009  | 12 декабря 2018     | лейборист   | Джонса (второй) лейбористы (правительство меньшинства)                     | нет                                                                              | |
| 3  | 2016       | Каруин Джонс (род. 1967) Бридженд                  | 9 декабря 2009  | 12 декабря 2018     | лейборист   | Джонса (третий) лейбористы (коалиционное правительство)                    | нет                                                                              | |
| 4  |            | Марк Дрейкфорд (род. 1954) Западный Кардифф        | 13 декабря 2018 | 20 марта 2024       | лейборист   | —                                                                          | Дрейкфорда лейбористы (коалиционное правительство)                               | нет |
| 4  | 2021       | Марк Дрейкфорд (род. 1954) Западный Кардифф        | 13 декабря 2018 | 20 марта 2024       | лейборист   | Дрейкфорда (второе) лейбористы (коалиционное правительство)                | нет                                                                              | |
| 5  |            | Вон Гетинг (род. 1974) Южный Кардифф и Пенарт      | 20 марта 2024   | 6 августа 2024      | лейборист   | —                                                                          | Гетинга лейбористы (коалиционное правительство)                                  | нет |
| 6  |            | Элюнед Морган (род. 1967) Средний и Западный Уэльс | 6 августа 2024  |                     | лейборист   | —                                                                          | Морган лейбористы (коалиционное правительство)                                   | Хью Ирранка-Дэвис |